# Bibliografie van Donald Trump
Dit is een lijst van boeken van of over Donald Trump.

## Toegeschreven aan Trump
- The Art of the Deal (1987), met Tony Schwartz, ISBN 978-0-345-47917-4
  - Nederlandse titel: (1988) De macht van het geld, ISBN 90-5087-025-2
  - Nederlandse titel: (1989) De kunst van het zaken doen, ISBN 90-6766-506-1
- Surviving at the Top (1990), ISBN 978-0-394-57597-1
  - Nederlandse titel: (1990) Overleven aan de top, ISBN 90-6010-731-4
- The Art of Survival (1991), ISBN 978-0-446-36209-2
- The Art of the Comeback (1997), met Kate Bohner, ISBN 978-0-8129-2964-5
- The America We Deserve (2000), met Dave Shiflett, ISBN 1-58063-131-2
- How to Get Rich (2004), ISBN 978-0-345-48103-0
- The Way to the Top: The Best Business Advice I Ever Received (2004), ISBN 978-1-4000-5016-1
- Think Like a Billionaire: Everything You Need to Know About Success, Real Estate, and Life (2004), ISBN 978-0-345-48140-5
- The Best Golf Advice I Ever Received (2005), ISBN 978-0-307-20999-3
- How to Build a Fortune: Your Plan for Success From the World's Most Famous Businessman (2006）
- Why We Want You to be Rich: Two Men – One Message (2006), met Robert Kiyosaki, ISBN 978-1-933914-02-2
- Think Big and Kick Ass in Business and Life (2007), met Bill Zanker, ISBN 978-0-06-154783-6
- The Best Real Estate Advice I Ever Received: 100 Top Experts Share Their Strategies (2007), ISBN 978-1-4016-0255-0
- Trump 101: The Way to Success (2007), ISBN 978-0-470-04710-1
- Never Give Up: How I Turned My Biggest Challenges into Success (2008), ISBN 978-0-470-19084-5
- Think Like a Champion: An Informal Education in Business and Life (2009), ISBN 978-0-7624-3856-3
- Midas Touch: Why Some Entrepreneurs Get Rich – and Why Most Don't (2011), met Robert T. Kiyosaki, ISBN 978-1-61268-095-8
- Time to Get Tough: Making America No. 1 Again (2011), ISBN 978-1-59698-773-9
- Crippled America: How to Make America Great Again (2015), ISBN 978-1-5011-3796-9
  - Great Again: How to Fix Our Crippled America (2016), ISBN 978-1-5011-3800-3

## Over Trump
- Barrett, Wayne. Trump: The Deals and the Downfall. HarperCollins, 1992. ISBN 978-0060167042.
- Blair, Gwenda. Donald Trump: The Candidate. Simon & Schuster, 2007. ISBN 978-1416546542.
- Brallier, Jess and McDonough, Richard. The Really, Really Classy Donald Trump Quiz Book: Complete, Unauthorized, Fantastic – and the Best!! Little, Brown and Company, 1990. ISBN 978-0316106085.
- Bronson, Richard et al. The War at the Shore: Donald Trump, Steve Wynn, and the Epic Battle to Save Atlantic City. The Overlook Press, 2012. ISBN 978-1468300468.
- D'Antonio, Michael. Never Enough: Donald Trump and the Pursuit of Success. Thomas Dunne Books, 2015. ISBN 978-1250042385.
  - The Truth About Trump. St. Martin's Press, 2016. ISBN 978-1250105288.
  - Nederlandse titel: Nooit genoeg. Spectrum, 2016. ISBN 978-9000350162
- Ewen, David. Chasing Paradise: Donald Trump and the Battle for the World's Greatest Golf Course. Black & White Publishing, 2010. ISBN 978-1845023119.
- Hurt, Harry. Lost Tycoon: The Many Lives of Donald J. Trump. W. W. Norton & Company, 1993. ISBN 978-0393030297.
- Katz, Jackson. Man enough?: Donald Trump, Hillary Clinton, and the Politics of Presidential Masculinity. Interlink Publishing, 2016. ISBN 978-1566560832.
- Johnston, David Cay. The Making of Donald Trump. Melville House Publishing 2016. ISBN 978-1612196329
- Lord, Jeffrey. What America Needs: The Case for Trump. Regnery Publishing, 2016. ISBN 978-1621575238.
- O'Brien, Timothy. TrumpNation: The Art of Being The Donald. Warner Books, 2005. ISBN 978-0446578547.
- O'Donnell, John and Rutherford, James. Trumped!: The Inside Story of the Real Donald Trump – His Cunning Rise and Spectacular Fall. Simon & Schuster, 1991. ISBN 978-0671737351.
- Payment, Simone. Donald Trump: Profile of a Real Estate Tycoon. Rosen Publishing, 2007. ISBN 978-1404219090.
- Rall, Ted. Trump: A Graphic Biography. Seven Stories Press, 2016. ISBN 978-1609807580.
- Ross, George. Trump-Style Negotiation: Powerful Strategies and Tactics for Mastering Every Deal. John Wiley & Sons, 2008. ISBN 978-0470225295.
- Schlafly, Phyllis; posthumously, with Ed Martin and Brett M. Decker. The Conservative Case for Trump. Regnery Publishing, 2016. ISBN 978-162157628-0.
- Seely, Hart. Bard of the Deal: The Poetry of Donald Trump. HarperCollins, 2015. ISBN 978-0062465160.
- Shaffer, Andrew. The Day of the Donald. Crooked Lane Books, 2016. ISBN 978-1-68331-045-7.
- Slater, Robert. No Such Thing as Over-exposure: Inside the Life and Celebrity of Donald Trump. Prentice Hall, 2005. ISBN 978-0131497344.
- Time, Editors of. Donald Trump: The Rise of a Rule Breaker. Time, 2016. ISBN 978-1683304166.
- Tucille, Jerome. Trump: The Saga of America's Most Powerful Real Estate Baron. Penguin Group, 1985. ISBN 978-1556110696.
- Whiticker, Alan. Trumped: the Wonderful World and Wisdom of Donald Trump. New Holland Publishers, 2016. ISBN 978-1742578965.
- Williamson, Kevin. The Case Against Trump. Encounter Books, 2015. ISBN 978-1594038778.
- Wolff, Michael. Fire and Fury: Inside the Trump White House. 2018. Henry Holt and Company. ISBN 978-1250158062.
  - Nederlandse titel: Vuur en woede: In het Witte Huis van Trump. 2018. Prometheus. ISBN 978-9044637434.
- Wooten, Sara. Donald Trump: From Real Estate to Reality TV. Enslow Publishers, 2009. ISBN 978-0766028906.